# صقيت (المهرة)
صقيت(تجمعات بدويه) هي إحدى التجمعات البدويه في عزلة الغيظة بمديرية الغيظة التابعة لمحافظة المهرة، بلغ تعداد سكانها 30 نسمة حسب تعداد اليمن لعام 2004.